# Chapelle Saint-Michel de Celanova
La chapelle Saint-Michel (espagnol : capilla de San Miguel ; galicien : capela de San Miguel) est une construction préromane de style mozarabe, ou de repeuplement, à côté du monastère San Salvador de Celanova (province d'Ourense), en Espagne. Elle a été déclarée monument national en 1923.

## Histoire
Tout ce qui reste de l'époque de la fondation du monastère, dans le verger, est cette petite chapelle préromane d'influence mozarabe dédiée à Saint Michel (connue sous le nom de chapelle Saint-Michel), la seule de ce type en Galice. Construite entre 937 et 942, elle a été érigée par San Rosendo en tant que sanctuaire-oratoire et auberge de pèlerins dédié à son frère le comte Froilán Gutiérrez, fondateur du monastère voisin de San Salvador.

## Description
Le matériau utilisé est une pierre de taille en granit de haute qualité.
L'église se compose de trois espaces délimités par des arcs en fer à cheval : la nef ou vestibule, l'espace central et l'abside. La nef a une entrée latérale et sur le linteau se trouve une inscription en latin, qui mentionne le comte Froilán. Elle est couverte, à l'intérieur, par une voûte en berceau et son mur est renforcé par des contreforts et, à l'extérieur, elle est couverte par un toit à deux versants. Elle contient également une petite fenêtre avec un arc en fer à cheval.
Le corps central, ou transept, présente également des contreforts sur le mur extérieur, un toit à quatre pans reposant sur une corniche décorée de modillons ou de corbeaux avec des bas-reliefs alternant spirales et rosettes à six pétales, semblables à ceux de Santiago de Peñalba (León). L'intérieur est doté d'une voûte d'arêtes soutenue par des arcs en fer à cheval qui reposent sur des corbeaux lobés.
L'abside est couverte d'un toit à deux pans et est moins haute que le premier corps. À l'intérieur, elle présente un plan presque circulaire, très petit, 1,35 m de diamètre, séparé du reste du bâtiment par un arc en fer à cheval encadré par un alfiz, et elle est couverte par une coupole à écailles.
L'orientation, vers l'est, est conçue pour permettre au soleil levant de traverser les fenêtres du corps central aux équinoxes.
La chapelle a été construite selon les proportions mathématiques d'Euclide. Ces proportions sont liées aux mesures arabes, qui ont peut-être déterminé la taille du bâtiment.
L´écrivain et ingénieur celanovien José Benito Reza Rodríguez, souligne dans son travail sur la chapelle que sa géométrie est le résultat de l'application d'un module équivalent au diamètre de l'abside (1,35 m), tant en plan qu'en élévation. Ce module étant égal à la diagonale d'un carré de côté de 3 pieds arabes, soit 3√2.

## Galerie

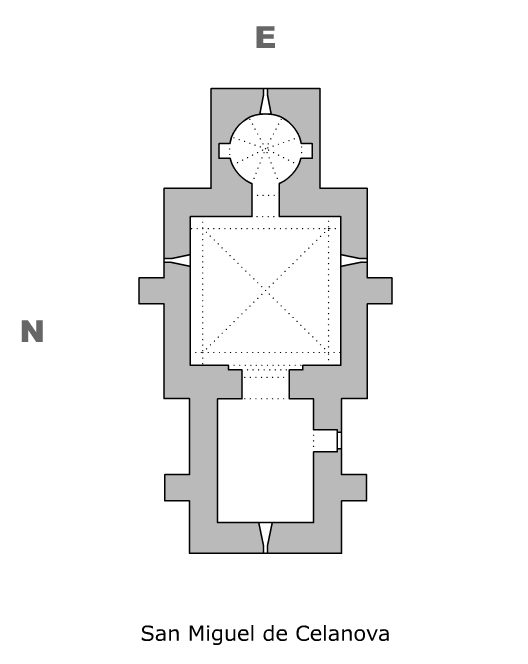
Plan
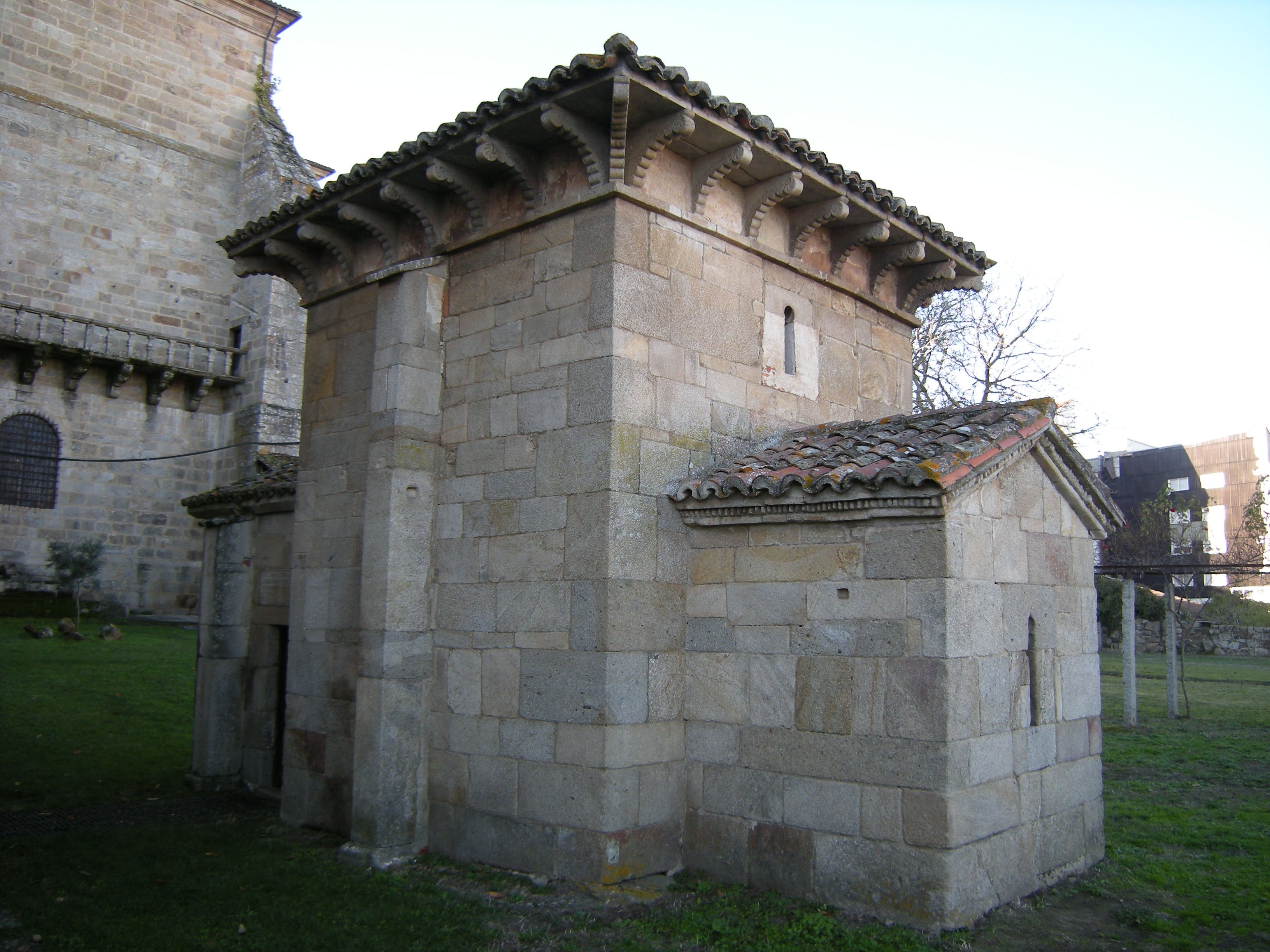
Vue extérieure
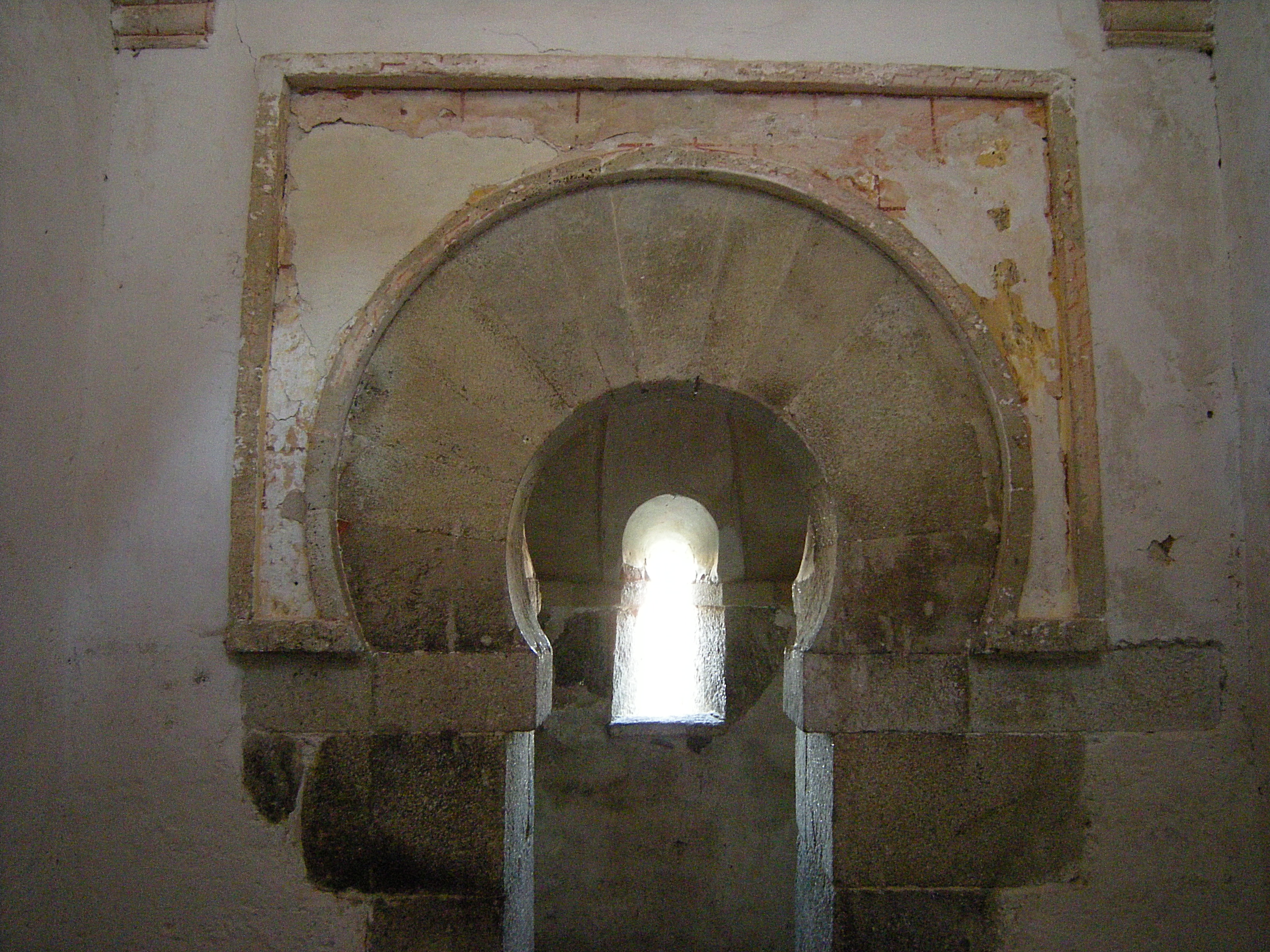
Arc en fer à cheval et alfiz
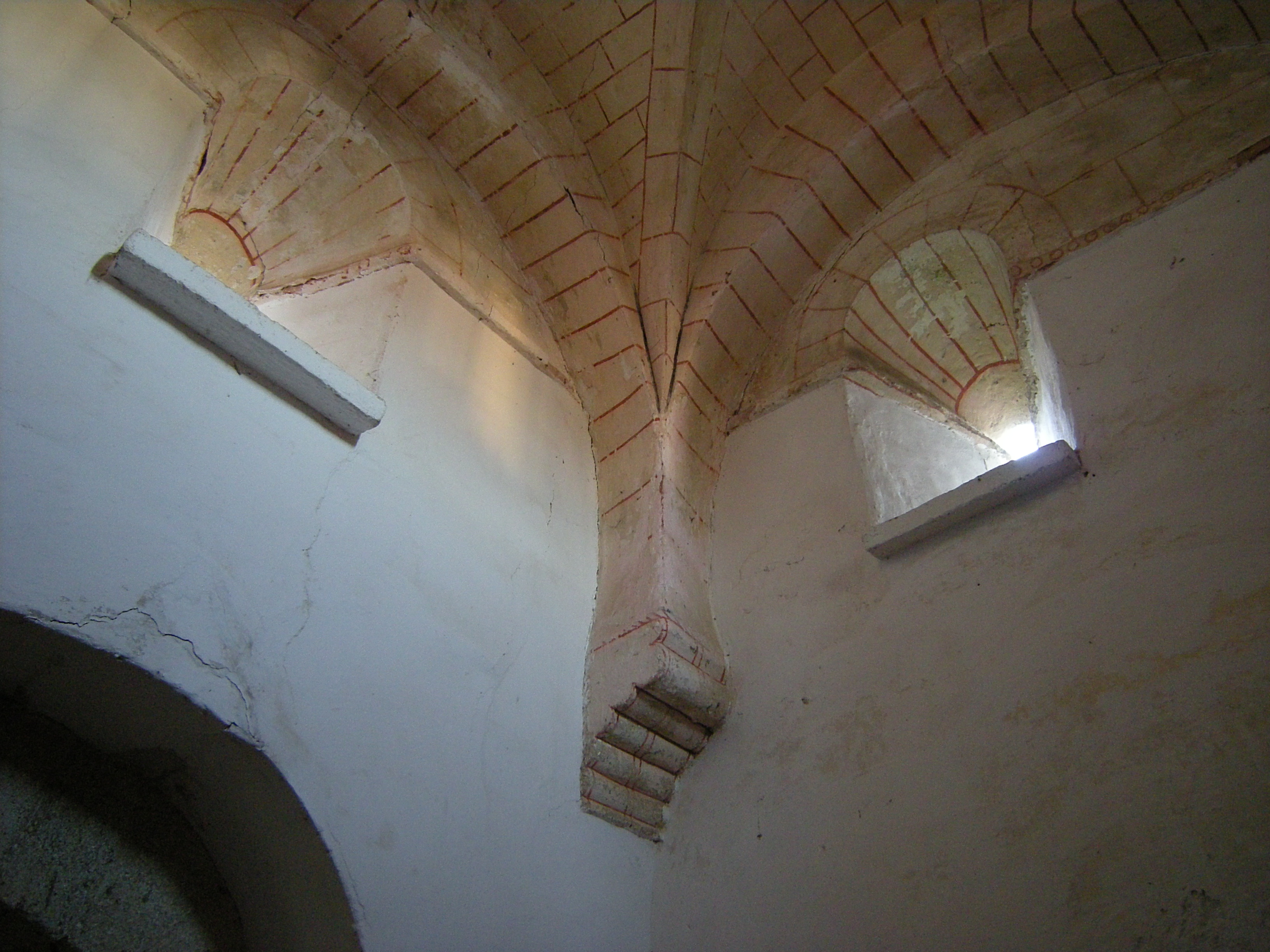
Modillons ou corbeaux intérieurs
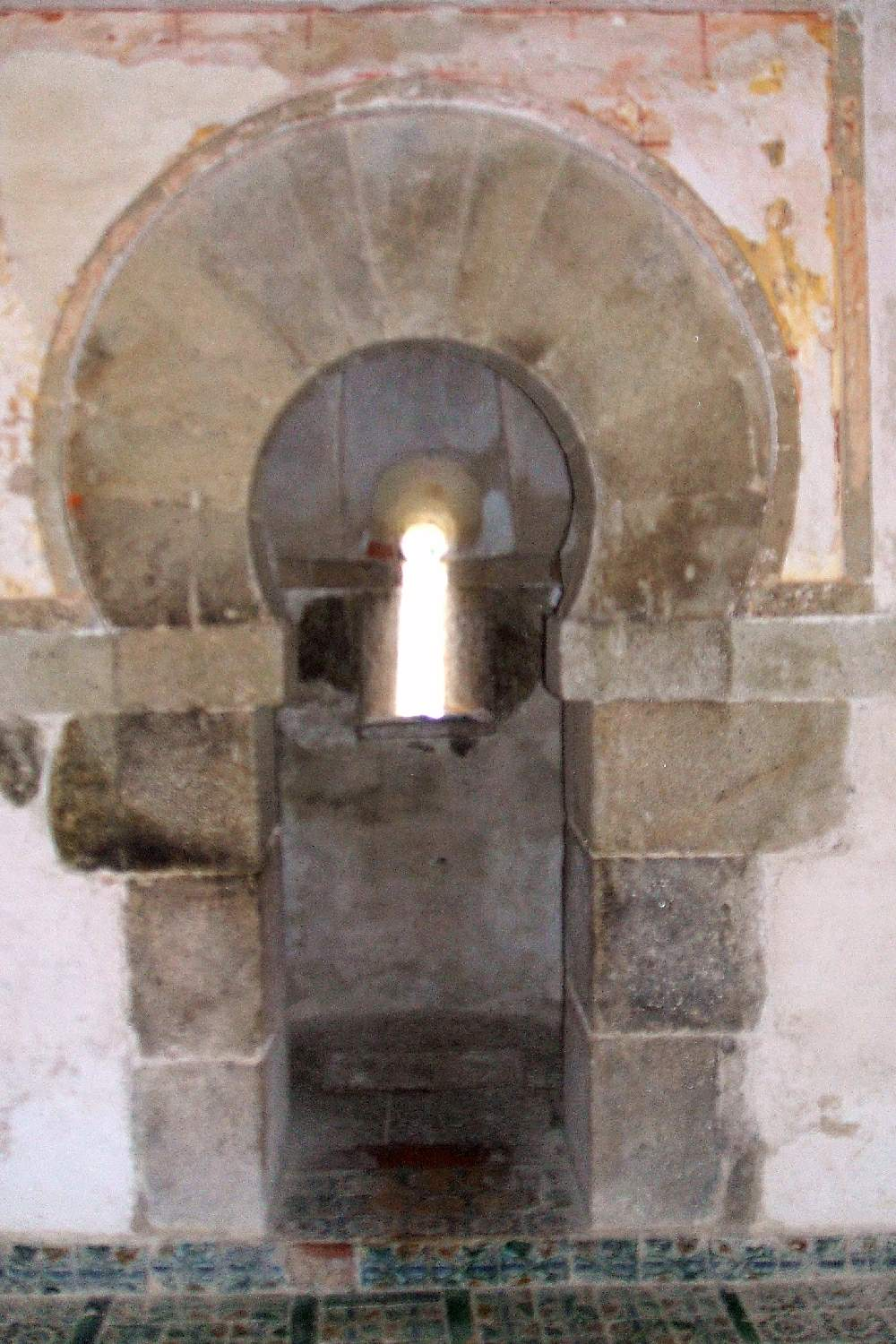
Abside
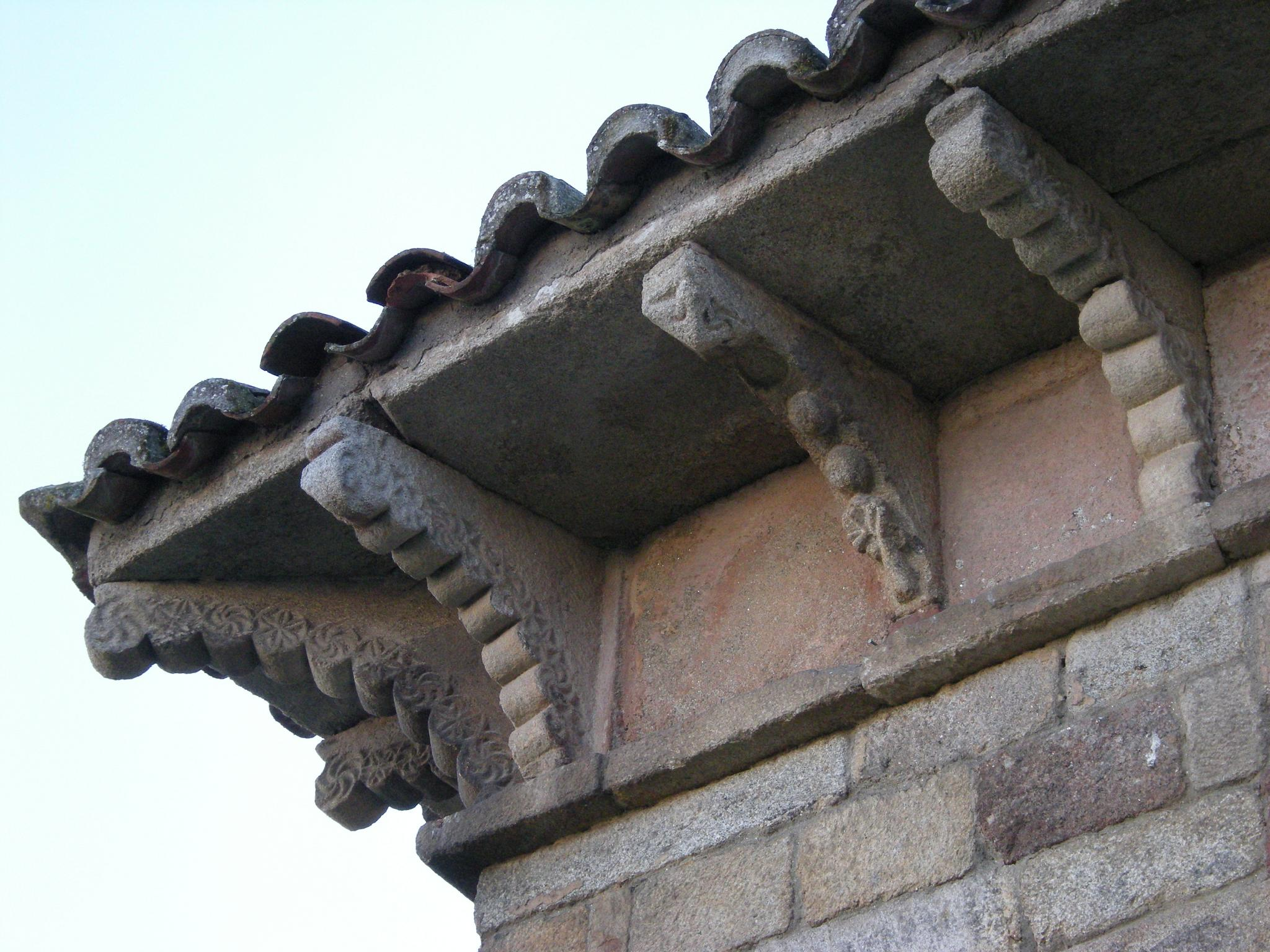
Modillons ou corbeaux extérieurs à volutes alternant avec des rosettes à 6 pétales
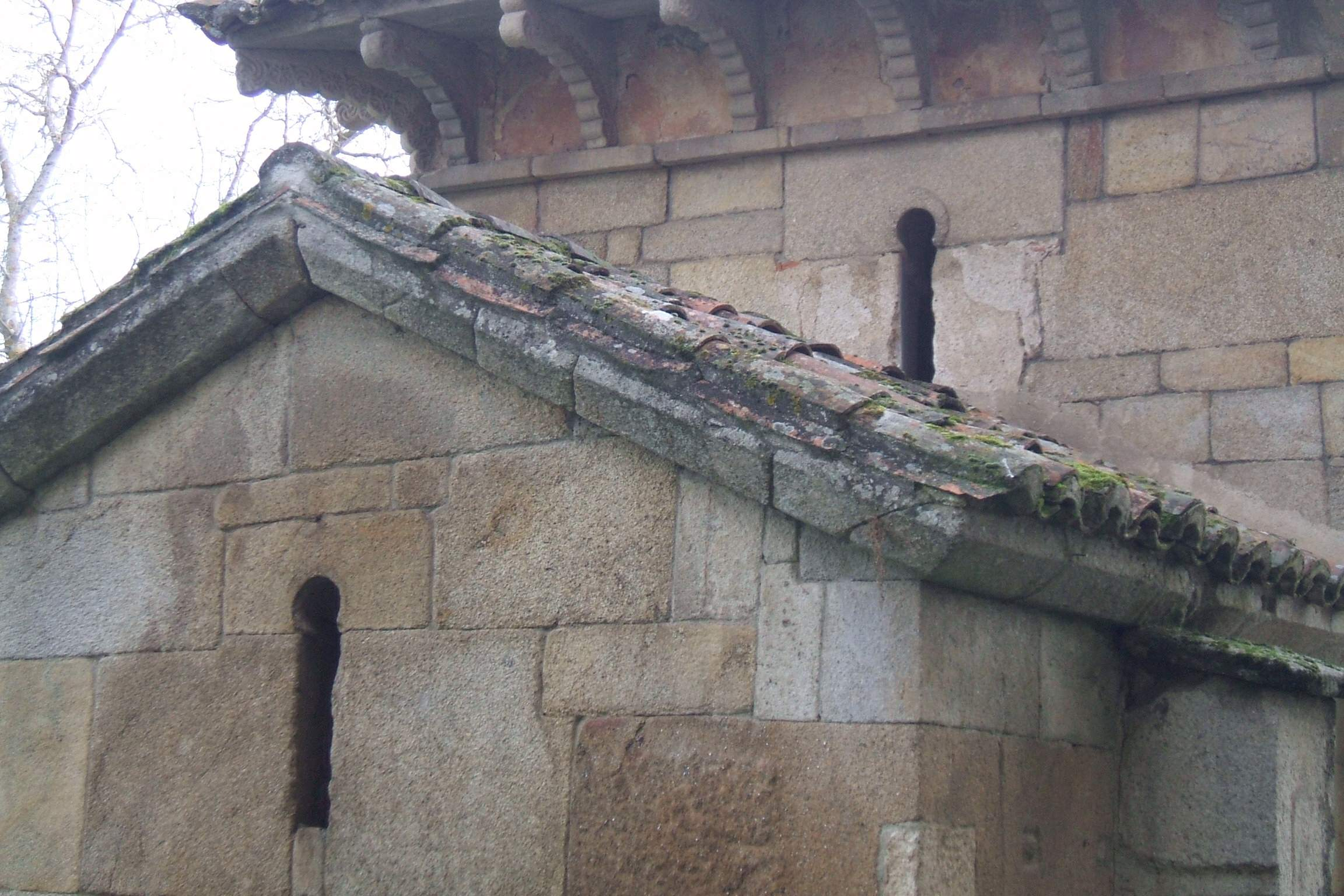
Détail des fenêtres